# DN21B
De DN21B (Drum Național 21B of Nationale weg 21B) is een weg in Roemenië. Hij loopt van de DN21 in Călărași naar de DN3D in dezelfde stad en vormt een deel van de rondweg. De weg is 3,6 kilometer lang.